# Australobolbus nitidiceps
Australobolbus nitidiceps är en skalbaggsart som beskrevs av Blackburn 1904. Australobolbus nitidiceps ingår i släktet Australobolbus och familjen Bolboceratidae. Inga underarter finns listade.